# Hwang Jin-sung
Đây là một tên người Triều Tiên, họ là Hwang.
Hwang Jin-Sung (sinh ngày 5 tháng 5 năm 1984) là một cầu thủ bóng đá Hàn Quốc. Anh thi đấu cho Gangwon FC.

## Thống kê câu lạc bộ
| Thành tích câu lạc bộ | Thành tích câu lạc bộ | Thành tích câu lạc bộ | Giải vô địch | Giải vô địch | Cúp     | Cúp     | Cúp Liên đoàn | Cúp Liên đoàn | Châu lục | Châu lục | Tổng cộng | Tổng cộng |
| Mùa giải              | Câu lạc bộ            | Giải vô địch          | Trận         | Bàn          | Trận    | Bàn     | Trận          | Bàn           | Trận     | Bàn      | Trận      | Bàn       |
| Hàn Quốc              | Hàn Quốc              | Hàn Quốc              | Giải vô địch | Giải vô địch | Cúp KFA | Cúp KFA | Cúp Liên đoàn | Cúp Liên đoàn | Châu Á   | Châu Á   | Tổng cộng | Tổng cộng |
| --------------------- | --------------------- | --------------------- | ------------ | ------------ | ------- | ------- | ------------- | ------------- | -------- | -------- | --------- | --------- |
| 2003                  | Pohang Steelers       | K League 1            | 19           | 1            | 3       | 0       | -             | -             | -        | -        | 22        | 1         |
| 2004                  | Pohang Steelers       | K League 1            | 16           | 1            | 1       | 0       | 8             | 2             | -        | -        | 25        | 3         |
| 2005                  | Pohang Steelers       | K League 1            | 21           | 2            | 3       | 1       | 9             | 0             | -        | -        | 33        | 3         |
| 2006                  | Pohang Steelers       | K League 1            | 12           | 3            | 1       | 0       | 11            | 1             | -        | -        | 24        | 4         |
| 2007                  | Pohang Steelers       | K League 1            | 17           | 1            | 2       | 1       | 6             | 1             | -        | -        | 25        | 3         |
| 2008                  | Pohang Steelers       | K League 1            | 22           | 2            | 3       | 1       | 2             | 0             | 3        | 1        | 30        | 4         |
| 2009                  | Pohang Steelers       | K League 1            | 15           | 2            | 0       | 0       | 3             | 2             | 8        | 3        | 26        | 7         |
| 2010                  | Pohang Steelers       | K League 1            | 22           | 4            | 1       | 0       | 3             | 1             | 7        | 0        | 33        | 5         |
| 2011                  | Pohang Steelers       | K League 1            | 27           | 6            | 3       | 0       | 3             | 0             | -        | -        | 33        | 6         |
| 2012                  | Pohang Steelers       | K League 1            | 41           | 12           | 4       | 2       | -             | -             | 5        | 0        | 50        | 14        |
| 2013                  | Pohang Steelers       | K League 1            | 22           | 6            | 2       | 0       | -             | -             | 3        | 1        | 27        | 7         |
| Tổng cộng sự nghiệp   | Tổng cộng sự nghiệp   | Tổng cộng sự nghiệp   | 234          | 40           | 24      | 5       | 45            | 7             | 26       | 3        | 329       | 55        |

## Danh hiệu

### Câu lạc bộ
Pohang Steelers
- Vô địch K-League: 2007
- Cúp Quốc gia Hàn Quốc (1): 2008
- Cúp Liên đoàn bóng đá Hàn Quốc (1): 2009
- Giải vô địch bóng đá các câu lạc bộ châu Á (1): 2009
- FORTIS Hồng Kông New Years cup(1):2010
- Đội hình tiêu biểu K League 2012